# Чёрная субстанция
Чёрная субстанция, также чёрное вещество (лат. Substantia nigra) — составная часть экстрапирамидной системы, находящаяся в области четверохолмия среднего мозга. Играет важную роль в регуляции моторной функции, тонуса мышц, осуществлении статокинетической функции участием во многих вегетативных функциях: дыхании, сердечной деятельности, тонусе кровеносных сосудов. Впервые обнаружена французским анатомом и врачом Феликсом Вик-д'Азиром в 1784 году.
Несмотря на то, что чёрная субстанция представляет собой непрерывную полосу в срезах среднего мозга, анатомические исследования показали, что на самом деле она состоит из двух частей с очень различными связями и функциями: pars compacta (компактная часть) и pars reticulata (сетчатая часть). Данная классификация была впервые предложена Сано в 1910 году. Pars compacta служит в основном в качестве приёмника сигналов — в цепи базальных ганглиев, поставляя дофамин полосатому телу. Pars reticulata служит в основном в качестве трансмиттера (передатчика), передавая сигналы от базальных ганглиев к другим многочисленным структурам головного мозга.

## Анатомия
Представляет собой скопление нервных клеток. Расположена в дорсальной части ножки на границе с базальной частью среднего мозга. Substantia nigra простирается на всём протяжении ножки мозга от моста до промежуточного мозга. Люди имеют две Substantiae nigrae, по одной на каждую сторону (левую и правую), от средней линии мозга.

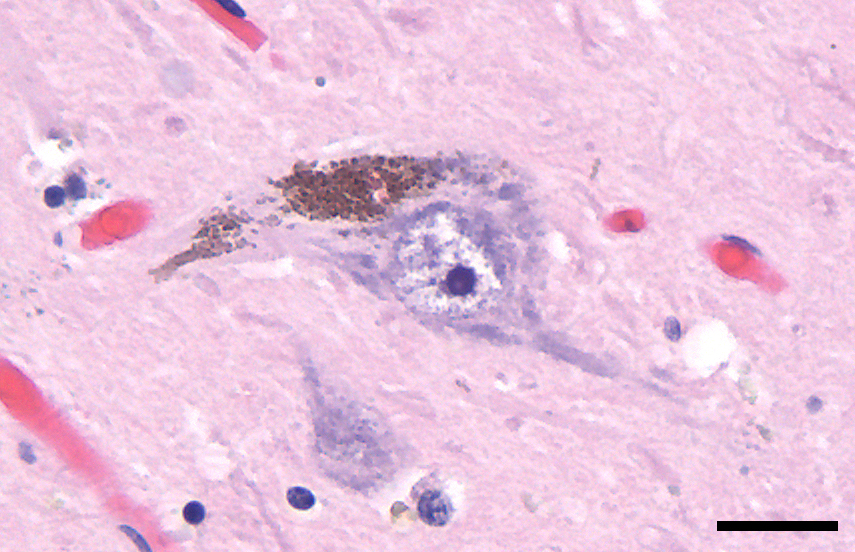
Микрофотография нейрона чёрной субстанции, с высоким содержанием нейромеланина (тёмно-коричневый). Окрашено гематоксилином и эозином. Длина линии шкалы — 20 микрометров.

Клетки этой субстанции богаты одной из форм природного пигмента меланина — нейромеланином, который и придаёт ей характерный тёмный цвет. В чёрной субстанции различают дорсально расположенный компактный слой (pars compacta) и вентральный (pars reticulata) — сетчатый слой. Pars compacta лежит медиальнее pars reticulata. Иногда упоминается и третий латеральный слой — pars lateralis, хотя его обычно классифицируют как часть pars reticulata. Pars reticulata и внутренняя часть бледного шара разделяются внутренней капсулой.
Нейроны substantia nigra получают многочисленные проекции от нервных клеток базальных ганглиев. В свою очередь они образуют синаптические связи с нейронами ретикулярных ядер ствола мозга и базальных ганглиев. Нейроны, составляющие компактный отдел, имеют полихимическую природу. В ретикулярной части чёрной субстанции выявлено большое количество нейронов, содержащих ГАМК, в компактной части — дофамин. Кроме того, в чёрной субстанции имеются различные нейропептиды. Данная структура широко связана с различными отделами центральной нервной системы. Но особенно тесно чёрная субстанция функционально связана с базальными ганглиями (полосатое тело и бледный шар), а также анатомически — со зрительными буграми.
Чёрная субстанция, являясь филогенетически довольно древним образованием, имеет сложную структуру и обильное кровоснабжение, что говорит о высокой роли её компонентов в системе координации жизнедеятельности.

### Pars reticulata
Pars reticulata имеет сильное сходство как структурное, так и функциональное с внутренней частью бледного шара. Нейроны бледного шара, как и в pars reticulata, в основном ГАМКергические.

#### Афферентные пути
Pars reticulata связана с полосатым телом. Связь представлена двумя путями, известными как прямой и косвенный (непрямой) пути. Прямой путь начинается от стриатума и идёт к сетчатой части чёрной субстанции и медиальному бледному шару. Он образован тормозными ГАМКергическими волокнами. Непрямой путь организован сложнее. Функция его заключается в подавлении возбуждающего влияния таламуса на другие отделы моторной коры. Первое звено этого пути — тормозные ГАМКергические проекции стриатума на латеральный бледный шар. Латеральный бледный шар посылает тормозные ГАМКергические волокна к субталамическому ядру. Выходы субталамического ядра представлены возбуждающими глутаматергическими волокнами — часть их возвращается к латеральному бледному шару, другие направляются к сетчатой части — pars reticulata чёрной субстанции и медиальному бледному шару. Прямые и косвенные пути происходят из различных подмножеств клеток полосатого тела: они тесно перемешаны, в них расположены различные типы дофаминовых рецепторов, которые отличаются на нейрохимическом уровне.

#### Эфферентные пути
Существуют значительные проекции в таламусе (вентрально-латеральных и передних вентральных ядер), четверохолмии, хвостатых ядрах, происходящие из Pars reticulata (нигроталамические пути), которые используют ГАМК в качестве нейротрансмиттера. Кроме того, эти нейроны образуют до пяти коллатералей, которые имеют ответвления как в pars compacta, так и в pars reticulata, вероятно, модулируя дофаминергическую активность в pars compacta.

### Pars compacta
Pars compacta чёрной субстанции состоит из дофаминергических нейронов. Эти нейроны афферентные и связываются с другими структурами мозга: хвостатым ядром и скорлупой, которые входят в группу под названием полосатое тело. Такая связь позволяет высвобождать дофамин в указанных структурах.

## Физиология
Чёрная субстанция играет важную роль, благодаря ей осуществляются функции: движения глаз, она регулирует и координирует мелкие и точные движения, в частности пальцев; координирует процессы жевания и глотания. Имеются данные о роли чёрной субстанции в регуляции многих вегетативных функций: дыхания, сердечной деятельности, тонуса кровеносных сосудов. Электростимуляция чёрной субстанции вызывает увеличение артериального давления, частоты сердечных сокращений, частоты дыхательных движений.
Чёрная субстанция является важнейшей составной частью дофаминергической системы награды. Она также играет очень большую роль в мотивации и эмоциональной регуляции материнского поведения:141.

### Pars reticulata
Pars reticulata чёрной субстанции является важным процессовым центром в базальных ганглиях. ГАМКергические нейроны в Pars reticulata передают окончательные обработанные сигналы базальных ганглиев в таламус и четверохолмие. Кроме того, Pars reticulata ингибирует дофаминергическую активность в Pars compacta через коллатерали аксонов, хотя функциональная организация этих связей остается неясной.

### Pars compacta
Наиболее известная функции Pars compacta — управление движениями, однако роль чёрной субстанции в управлении движениями тела является косвенной; электрическая стимуляция этой области чёрной субстанции не приводит к возникновению движений тела. Также это ядро отвечает за обеспечение синтеза дофамина, который поставляется другим структурам головного мозга посредством дофаминергических нейронов. Функция дофаминовых нейронов в Pars compacta чёрной субстанции является сложной.

## Патологическая физиология
Чёрная субстанция играет весьма значимую роль в развитии многих заболеваний, включая болезнь Паркинсона. В чёрной субстанции расположены тела нейронов, аксоны которых, составляющие нигростриарный путь, проходят через ножки мозга, внутреннюю капсулу и оканчиваются в неостриатуме в виде широкого сплетения терминальных микровезикул с высоким содержанием дофамина. Именно этот путь является тем местом в мозге, поражение которого приводит к формированию синдрома паркинсонизма.

### Болезнь Паркинсона

На фотографии показана патология чёрной субстанции, которая проявляется потерей (гибелью) дофаминергических нейронов в pars compacta, также видны Тельца Леви.

Болезнь Паркинсона является нейродегенеративным заболеванием, характеризующимся гибелью дофаминергических нейронов в pars compacta чёрной субстанции, причины, которой до сих пор неизвестны. Для болезни Паркинсона характерны двигательные нарушения: тремор, гипокинезия, мышечная ригидность, постуральная неустойчивость, а также вегетативные и психические расстройства — результат снижения тормозящего влияния бледного шара (globus pallidus), расположенного в переднем отделе головного мозга, на полосатое тело (striatum). Повреждение нейронов паллидума приводит к «торможению торможения» периферических двигательных нейронов (мотонейронов спинного мозга). На данный момент болезнь неизлечима, однако существующие методы консервативного и оперативного лечения позволяют значительно улучшить качество жизни больных. С помощью позитронно-эмиссионной томографии доказано, что темпы дегенерации нейронов чёрной субстанции при болезни Паркинсона намного выше, чем при нормальном старении.

### Шизофрения
Известно, что повышение уровня дофамина участвует в развитии шизофрении. Однако большая дискуссия продолжается и по сей день вокруг этой теории, которая широко известна как «дофаминовая теория шизофрении». Несмотря на разногласия, антагонисты дофамина остаются стандартными средствами лечения шизофрении. Эти антагонисты включают препараты первого поколения (типичные) антипсихотики, такие как производные бутирофенона, фенотиазина и тиоксантена. Эти препараты были в значительной степени заменены препаратами второго поколения (атипичными нейролептиками), такими как клозапин и рисперидон. Эти препараты не действуют на дофамин-продуцирующие нейроны и на рецепторы постсинаптических нейронов.
Другие, немедикаментозные доказательства в поддержку гипотезы дофамина, связанные с чёрной субстанцией, включают структурные изменения в pars compacta, такие как сокращение размеров синаптических окончаний. Другие изменения в чёрной субстанции включают повышенную экспрессию NMDA-рецепторов в структуре и снижение экспрессии дисбиндина. Дисбиндин, который был (спорно) связан с шизофренией, может регулировать высвобождение дофамина, и показатель низкой экспрессией дисбиндина в чёрной субстанции может иметь важное значение в этиологии шизофрении.
С угнетением дофаминергической передачи в нигростриарной системе (блокадой дофаминовых Д2-рецепторов) при использовании нейролептиков связывают развитие экстрапирамидных побочных эффектов: паркинсонизма, дистонии, акатизии, поздней дискинезии и др.

Основные элементы синапса

Различные независимые исследования показали, что многие лица, страдающие шизофренией, имеют повышенный поток дофамина и серотонина, поступающего в постсинаптические нейроны мозга. Эти нейромедиаторы являются частью так называемой «системы вознаграждения» и вырабатываются в больших количествах во время позитивного по представлению пациента опыта типа секса, наркотиков, алкоголя, вкусной еды, а также стимуляторов ассоциированных с ними. Нейробиологические эксперименты показали, что даже воспоминания о позитивном опыте могут увеличить уровень дофамина, поэтому данный нейромедиатор используется мозгом для оценки и мотивации, закрепляя важные для выживания и продолжения рода действия. Например, мозг лабораторных мышей вырабатывал дофамин уже даже во время предвкушения ожидаемого удовольствия. Однако некоторые пациенты умышленно перенапрягают эту систему вознаграждения, искусственно вызывая приятные для них воспоминания и мысли снова и снова, поскольку таким образом натурально производятся нейромедиаторы хорошего настроения, теряя при этом самоконтроль. Это похоже на наркотическую зависимость, ведь практически все наркотики прямо или косвенно нацелены на систему вознаграждения мозга и насыщают его структуры дофамином. Если пациент продолжает перестимулировать свою систему вознаграждения, то постепенно мозг адаптируется к чрезмерному потоку дофамина, производя меньше гормона и уменьшая количество рецепторов в системе вознаграждения. В результате химическое воздействие на мозг уменьшается, понижая способность пациента наслаждаться вещами, от которых он раньше получал удовольствие. Это понижение заставляет пациента, зависимого от дофамина, усиливать свою «мыслительную деятельность» пытаясь привести уровень нейромедиаторов в нормальное для него состояние — этот эффект известен в фармакологии как толерантность. Дальнейшее привыкание может постепенно привести к очень тяжелым изменениям в нейронах и других структурах мозга, и потенциально может в долговременной перспективе нанести серьёзный ущерб здоровью мозга. Современные антипсихотические препараты нацелены на блокировку функций дофамина. Но, к сожалению, эта блокировка иногда также вызывает и приступы депрессии, что может усилить зависимое поведение пациента. Когнитивно-поведенческая психотерапия (КПТ), проводимая профессиональным психологом, также может помочь пациентам эффективно контролировать свои настойчивые мысли, поднять самооценку, понять причины депрессии и объяснить им долговременные негативные последствия дофаминовой зависимости. «Дофаминовая теория» шизофрении стала очень популярной в психиатрии в связи с эффективностью атипичных антипсихотиков, блокирующих нейромедиаторы, однако многие психологи не поддерживают эту теорию, считая её «упрощенной», также существует несколько различных течений внутри сторонников теории.

### Повреждения чёрной субстанции
Так при перерезке билатеральных путей, идущих из чёрной субстанции в стриатум, вызывают у животных неподвижность, отказ от еды и питья, отсутствие ответов на раздражение из внешнего мира. Повреждение чёрной субстанции человека, приводит к произвольным движениям головы и рук, когда больной сидит спокойно (болезнь Паркинсона). Нередко, возникает т. н. экстрапирамидный синдром — проявление дисфункции экстрапирамидной (стриопаллидарной) системы в виде:
1. мышечной гипертонии,
2. гипокинезии (олигокинезии), то есть уменьшением двигательной инициативы и затруднениями при переходе из состояния покоя в состояние движения и наоборот,
3. брадикинезии, замедлением движений и уменьшением их амплитуды,
4. преобладанием сгибательной позы (согнутая спина, наклонённая к груди голова, согнутые в локтях и лучезапястных суставах руки и в коленях — ноги),
5. гипомимией,
6. монотонной, тихой и глухой речью,
7. отсутствием содружественных движений,
8. гиперкинезами (тремор, торсионный спазм, атетоз, хорея, миоклонии, локализованный спазм).

При этом некоторые гиперкинезы (хореические) связаны с мышечной гипотонией.

## Химические воздействия на чёрную субстанцию

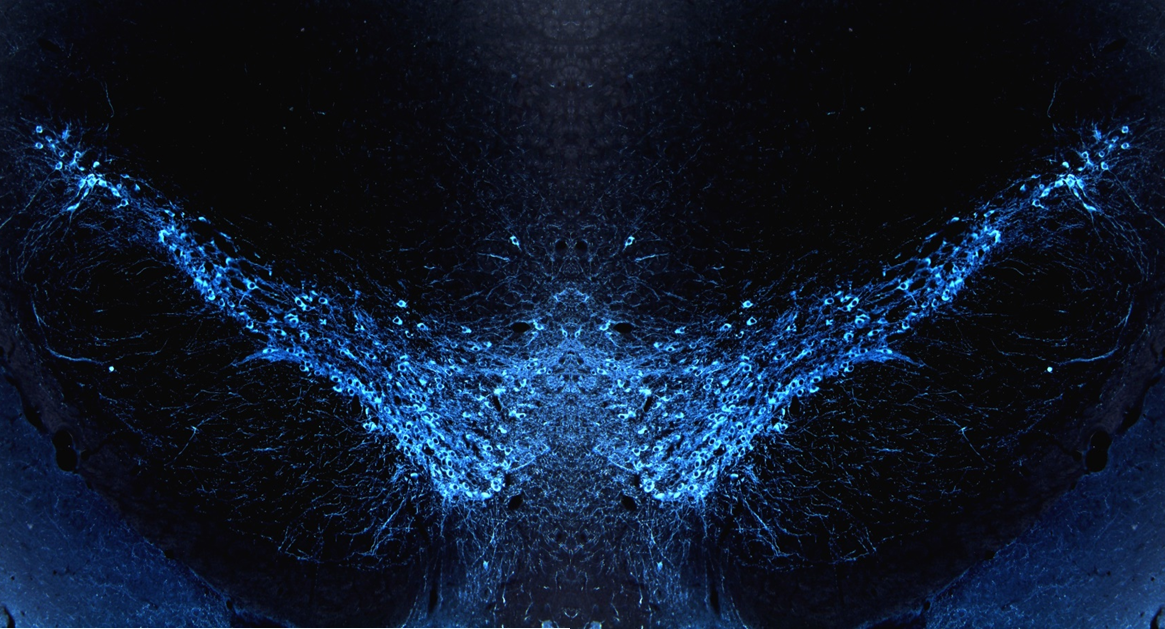
Микросъёмка

Химические воздействия и изменения чёрной субстанции, происходящие на молекулярном уровне, играют важную роль в таких областях медицины, как нейрофармакология и токсикология. Различные соединения, такие как леводопа и МФТП (метилфенилтетрагидропиридин), используются для лечения и изучения болезни Паркинсона, а также многие другие препараты оказывают влияние на substantia nigra.

### Леводопа
Чёрная субстанция является главной целью химической терапии при лечении болезни Паркинсона. Леводопа (L-ДОФА), предшественник дофамина, является наиболее часто назначаемым противопаркинсоничесим препаратом. Особенно эффективна леводопа в лечении пациентов на ранних стадиях болезни Паркинсона, хотя препарат не теряет своей эффективности с течением времени. Благодаря прохождению через ГЭБ, леводопа повышает уровень необходимого дофамина в чёрной субстанции, таким образом облегчая симптомы болезни Паркинсона. Недостатком лечения леводопы является то, что она устраняет симптомы болезни Паркинсона, при котором регистрируется низкий уровень дофамина, а не причину — смерть дофаминергических нейронов чёрной субстанции.

### МФТП
МФТП (метилфенилтетрагидропиридин) — является нейротоксином, действующим на дофаминергические клетки головного мозга (имеет высокое сродство к дофаминовому транспортёру (DAT)), в частности, в чёрной субстанции. МФТП стал широко известен в 1982 году, когда у небольшой группы людей из округа Санты-Клары (Калифорния, США) был диагностирован паркинсонизм после использования метилфенилпропиноксипиридина (МФПП), загрязненного МФТП. Нейротоксичность МФТП объясняется нарушением обмена веществ в митохондриях дофаминергических нейронов, в результате которого образуются свободные радикалы.
В 1984 году Лэнгстоном (Langston) и сотрудниками были проведены опыты, доказывающие прямое влияние МФТП на блокаду образования дофамина, приводящее к болезни Паркинсона. В настоящее время это вещество используется для моделирования болезни Паркинсона с целью её изучения и возможного лечения в лаборатории. Опыты на мышах показали, что восприимчивость к МФТП увеличивается с возрастом.

### Кокаин
Механизм действия кокаина в мозгу человека включает в себя ингибирование обратного захвата дофамина и блокаду дофаминового транспортёра DAT, приводящий к состоянию эйфории и психической зависимости. У лабораторных животных после однократного введения кокаина плотность дофаминовых рецепторов на постсинаптической мембране возрастала в среднем на 37 %, при повторном введении плотность рецепторов продолжала увеличиваться. В связи с постепенным нарастанием тяжести нарушения обмена дофамина при употреблении кокаина могут развиваться специфические психозы, по клиническому течению напоминающие шизофрению. Тем не менее кокаин является более активным в дофаминергических нейронах вентральной части покрышки, нежели чем в чёрной субстанции.
Инактивация чёрной субстанции может оказаться возможной для лечения кокаиновой зависимости. В исследованиях кокаиновой зависимости у крыс инактивация чёрной субстанции проводилась с помощью имплантированных канюль, позволила значительно сократить рецидивы.

### Амфетамины
Как и кокаин, амфетамины увеличивают концентрацию дофамина в синаптической щели, тем самым усиливая реакцию постсинаптических нейронов. Кроме того, как и кокаин, вызывают нарушения функций дофамина, что способствует привыканию.
Исследования показали, что в некоторых областях мозга амфетамин и так называемые трейс или следовые амины увеличивают концентрации дофамина в синаптической щели, тем самым повышая реакцию постсинаптического нейрона. Различные механизмы, с помощью которых амфетамин и следовые амины влияют на концентрации дофамина, были широко изучены и, как известно, включают переносчик дофамина DAT и везикулярный транспортёр моноаминов 2 типа VMAT2. Молекула амфетамина похожа по структуре на дофамин и следовые амины; как следствие, он может проникать в пресинаптический нейрон посредством DAT, а также напрямую проникать через нейрональную мембрану. При введении в пресинаптический нейрон амфетамин и следовые амины, происходит активация TAAR1, который посредством передачи сигналов протеинкиназы индуцирует отток дофамина, интернализацию DAT, зависящую от фосфорилирования, и неконкурентное ингибирование обратного захвата. Из-за структурного сходства между амфетамином и следовыми аминами он также является субстратом для транспортёров моноаминов; как следствие, он (конкурентно) ингибирует обратный захват дофамина и других моноаминов, конкурируя с ними за поглощение.